# Відаді Рзаєв
Відаді Вагіф огли Рзаєв (азерб. Vidadi Vagif oğlu Rzayev; нар. 4 вересня 1967, Гянджа, Азербайджанська РСР) — радянський та азербайджанський футболіст, тренер, виступав на позиції півзахисника.

## Клубна кар'єра
Футбольну кар'єру розпочав 1985 року в кіровобадському «Динамо». Наступного року перебрався до «Нефтчі» (Баку).
У жовтні 1991 року перейшов до клубу другої ліги «Динамо» (Гянджа), де за 4 гри забив 2 м'ячі.
У квітні 1992 року провів 1 гру за російський клуб «Терек» (Грозний), після чого повернувся до Азербайджану. До серпня 1992 року грав за «Туран» (Товуз), разом з яким завоював «бронзу» першого чемпіонату Азербайджану. У жовтні 1992 року зіграв ще одну гру за «Терек» і більше на полі в 1992 році не з'являвся. У 1993 році у складі команди відіграв 13 поєдинків, відзначився 1 голом. Через політичну нестабільність у Чечні після завершення сезону залишив команду.
З 1994 року знову грав за «Туран», став чемпіоном сезону 1993/94. У сезоні 1994/95 років дебютував у єврокубках – провів 1 гру за «Туран» проти турецького «Фенербахче».
З другої половини сезону 1995/96 років — знову у складі «Нефтчі» (Баку). За підсумками сезону став чемпіоном та володарем кубку країни. За два наступні сезони особливих успіхів не досяг.
Напередодні старту сезону 2000/01 років підписав контракт із турецьким «Ерзурумспором». За команду провів 2 поєдинки, після чого отримав тяжку травму та вибув до кінця сезону. Погіршила становище й та обставина, що головний тренер «Ерзерумспора», азербайджанський фахівець Руслан Абдуллаєв, який і запрошував Відаді, після розгрому від «Галатасарая» з рахунком 0:7 подав у відставку. У підсумку, вже у вересні 2000 року Рзаєв повернувся до Азербайджану.
У 2001 перейшов до клубу азербайджанської прем'єр-ліги «Шамкір», з яким також завоював «золото».
По ходу сезону 2001/02 років перейшов у «Карабах» (Агдам).
У 2003-2005 роках — знову у складі «Нефтчі» (Баку).
Сезон 2005/06 років провів в «Олімпіку» (Баку). На початку 2006 року через конфлікт з керівництвом клубу відрахований з команди, але вже у квітні 2006 року знову прийнятий до команди (запросило вже нове керівництво). Завершив футбольну кар'єру після закінчення сезону.
У 2007-2008 роках — головний тренер «Карвану». Однак при ньому клуб вилетів із вищої ліги. Працював тренером-селекціонером клубу «Габала». На середину 2011 року – тренер клубу «Кяпаз».

## Кар'єра в збірній
З 1992 до 2001 року захищав кольори національної збірної Азербайджану. Провів 35 матчів, відзначився 5-ма голами.

## Цікаві факти
- У 1996 році обраний «Найкращим футболістом Азербайджану» за версією газети «АФФА Ньюс»[3].
- За кількістю забитих м'ячів (65) за кар'єру футболіста посідає 24 місце у списку найкращих бомбардирів азербайджанської прем'єр-ліги.
- Автор переможного м'яча, забитого у ворота збірної Швейцарії 31 серпня 1996 року в Баку, під час відбірного матчу Чемпіонату світу 2008 між національними збірними Азербайджану та Швейцарії, в якому азербайджанська збірна здобула історичну перемогу з рахунком 1:0.

## Статистика виступів

### Голи за збірну
| 1.                      | 17 вересня 1992 | ім. Давида Кіпіані, Ґурджаані, Грузія   | Грузія      | 6-3 | Поразка  | Товариський матч                   |
| 2.                      | 6 червня 1993   | Азаді, Тегеран, Іран                    | Таджикистан | 2-0 | перемога | Кубок ЕКО 1993                     |
| 3.                      | 7 червня 1993   | Азаді, Тегеран, Іран                    | Киргизстан  | 3-2 | перемога | Кубок ЕКО 1993                     |
| 4.                      | 31 серпня 1996  | ім. Тофіка Бахрамова, Баку, Азербайджан | Швейцарія   | 1-0 | перемога | кваліфікація чемпіонату світу 1998 |
| 5.                      | 15 лютого 2001  | Спартак, Варна                          | Узбекистан  | 1-2 | Поразка  | Товариський матч                   |
| Станом на 13 січня 2013 |                 |                                         |             |     |          |                                    |

## Досягнення
«Нефтчі» (Баку)
- Прем'єр-ліга Азербайджану
  -  Чемпіон (2): 1995/96, 2004/05
  -  Срібний призер (1): 1996/97
  -  Бронзовий призер (1): 1994/95

- Кубок Азербайджану
  -  Володар (2): 1995/96, 2003/04

- Найкращий гравець Кубку чемпіонів Співдружності (1): 2005

«Туран» (Товуз)
- Прем'єр-ліга Азербайджану
  -  Чемпіон (1): 1993/94

«Кяпаз»
- Прем'єр-ліга Азербайджану
  -  Чемпіон (1): 1998/99

- Кубок Азербайджану
  -  Володар (1): 1999/2000

«Шамкір»
- Прем'єр-ліга Азербайджану
  -  Чемпіон (1): 2000/01